# Foxhound
Foxhound (engelska rävhund) är en  hundras från Storbritannien. Den är en drivande hund av braquetyp som avlats och använts för engelsk rävjakt åtminstone sedan 1700-talet.

## Historia
Rasklubben Masters of Foxhounds Association har fört stambok sedan 1700-talet. Då hundarna jagar i koppel (pack) har de också hållits i flock i jaktkennlar. Trots att den anses som en av de vackraste drivande hundarna, är den en utpräglad jakthund, avlad enbart för sina bruksegenskaper och som sällan visas på hundutställning. Den brittiska kennelklubben The Kennel Club registrerar endast undantagsvis individuella exemplar och då främst utländskt uppfödda.
Fédération Cynologique Internationale (FCI) erkände rasen 1964, först 1994 skrev den brittiska kennelklubben en interimisk rasstandard. Under slutet av 1800-talet importerades foxhound till Sverige och användes i liten utsträckning vid renavlingen av de inhemska stövarna, och då främst för att förbättra skallet.

## Egenskaper
Tvärt emot vad man kan tro är en viktig egenskap att dessa hundar är lydiga så att jaktledaren kan styra släppet och hur jakten utvecklar sig.

## Utseende
Eftersom foxhound avlas för sina bruksegenskaper så skiftar typen starkt. Den skall ha en stark benstomme som lämpar sig för långa och snabba jakter. Färgen är oftast rödbrun med svart sadel och vita tecken.